# Hescamps
Hescamps est une commune française située dans le département de la Somme, en région Hauts-de-France.

## Géographie

### Localisation
Hescamps est une commune picarde de l'Amiénois limitrophe du département de l'Oise.
À vol d'oiseau, la localité est située à 9 km au nord-ouest de Grandvilliers, 10 km au sud-est d'Aumale, 10 km au sud-ouest de Poix-de-Picardie, 35 km au nord-ouest de Beauvais et à 36 km au sud-ouest d'Amiens.
Le territoire de la commune est limitrophe de ceux de treize communes.  
Les communes limitrophes sont Daméraucourt, Élencourt, Fouilloy, Romescamps, Saint-Thibault, Sarcus, Équennes-Éramecourt, Fourcigny, Marlers, Meigneux, Méréaucourt, Sainte-Segrée et Thieulloy-la-Ville.

### Hydrographie

#### Réseau hydrographique
La commune est située dans le bassin Artois-Picardie. Elle est drainée par l'Evoissons et la rivière de Poix.
L'Évoissons, d'une longueur de 25 km, prend sa source dans la commune  et se jette  dans la Selle à Conty, après avoir traversé douze communes.
La rivière de Poix, d'une longueur de 14 km, prend sa source dans la commune  et se jette  dans l'Évoissons à Frémontiers, après avoir traversé neuf communes.

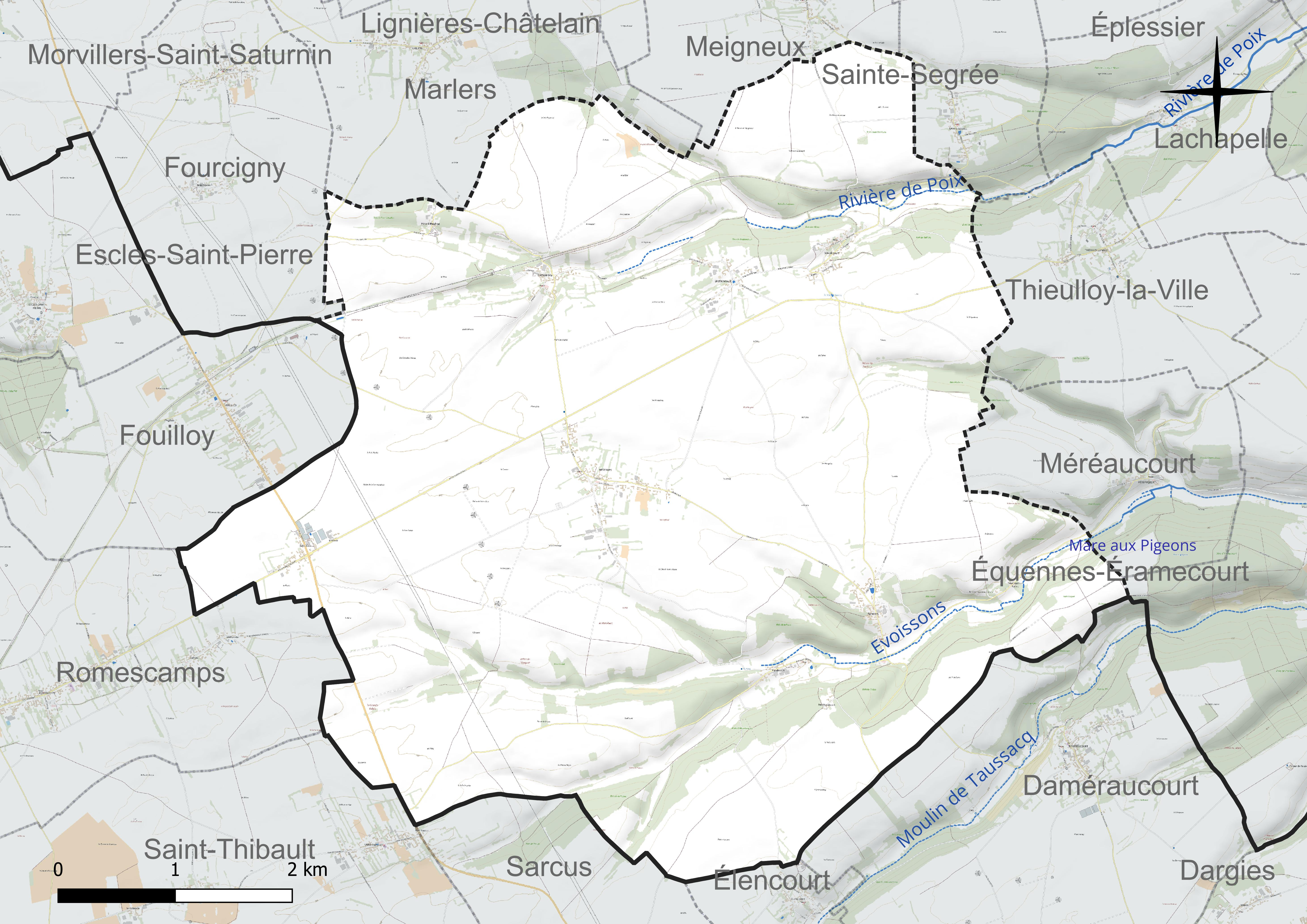
Réseau hydrographique de Hescamps.

#### Gestion et qualité des eaux
Le territoire communal est couvert par le schéma d'aménagement et de gestion des eaux (SAGE) « Somme aval et Cours d'eau côtiers ». Ce document de planification concerne un territoire de 1 835 km2 de superficie, délimité par le bassin versant de la Somme canalisée. Le périmètre a été arrêté le 29 avril 2010 et le SAGE proprement dit a été approuvé le 6 août 2019. La structure porteuse de l'élaboration et de la mise en œuvre est le syndicat mixte d'aménagement hydraulique du bassin versant de la Somme (AMEVA).
La qualité des cours d'eau peut être consultée sur un site dédié géré par les agences de l'eau et l'Agence française pour la biodiversité.

### Climat
Pour des articles plus généraux, voir Climat des Hauts-de-France et Climat de la Somme.
En 2010, le climat de la commune est de type climat océanique dégradé des plaines du Centre et du Nord, selon une étude du CNRS s'appuyant sur une série de données couvrant la période 1971-2000. En 2020, Météo-France publie une typologie des climats de la France métropolitaine dans laquelle la commune est exposée à un climat océanique et est dans la région climatique Côtes de la Manche orientale, caractérisée par un faible ensoleillement (1 550 h/an) ; forte humidité de l'air (plus de 20 h/jour avec humidité relative > 80 % en hiver), vents forts fréquents.
Pour la période 1971-2000, la température annuelle moyenne est de 9,8 °C, avec une amplitude thermique annuelle de 14 °C. Le cumul annuel moyen de précipitations est de 837 mm, avec 12,8 jours de précipitations en janvier et 8,9 jours en juillet. Pour la période 1991-2020, la température moyenne annuelle observée sur la station météorologique la plus proche, située sur la commune de Saint-Arnoult à 11 km à vol d'oiseau, est de 10,4 °C et le cumul annuel moyen de précipitations est de 797,2 mm,. Pour l'avenir, les paramètres climatiques de la commune estimés pour 2050 selon différents scénarios d'émission de gaz à effet de serre sont consultables sur un site dédié publié par Météo-France en novembre 2022.

## Urbanisme

### Typologie
Au 1er janvier 2024, Hescamps est catégorisée commune rurale à habitat dispersé, selon la nouvelle grille communale de densité à sept niveaux définie par l'Insee en 2022.
Elle est située hors unité urbaine. Par ailleurs la commune fait partie de l'aire d'attraction d'Amiens, dont elle est une commune de la couronne,. Cette aire, qui regroupe 369 communes, est catégorisée dans les aires de 200 000 à moins de 700 000 habitants,.

### Occupation des sols
L'occupation des sols de la commune, telle qu'elle ressort de la base de données européenne d'occupation biophysique des sols Corine Land Cover (CLC), est marquée par l'importance des territoires agricoles (90,6 % en 2018), une proportion identique à celle de 1990 (90,6 %). La répartition détaillée en 2018 est la suivante : 
terres arables (71,4 %), prairies (11,7 %), forêts (7,9 %), zones agricoles hétérogènes (7,5 %), zones urbanisées (1,5 %). L'évolution de l'occupation des sols de la commune et de ses infrastructures peut être observée sur les différentes représentations cartographiques du territoire : la carte de Cassini (XVIIIe siècle), la carte d'état-major (1820-1866) et les cartes ou photos aériennes de l'IGN pour la période actuelle (1950 à aujourd'hui).

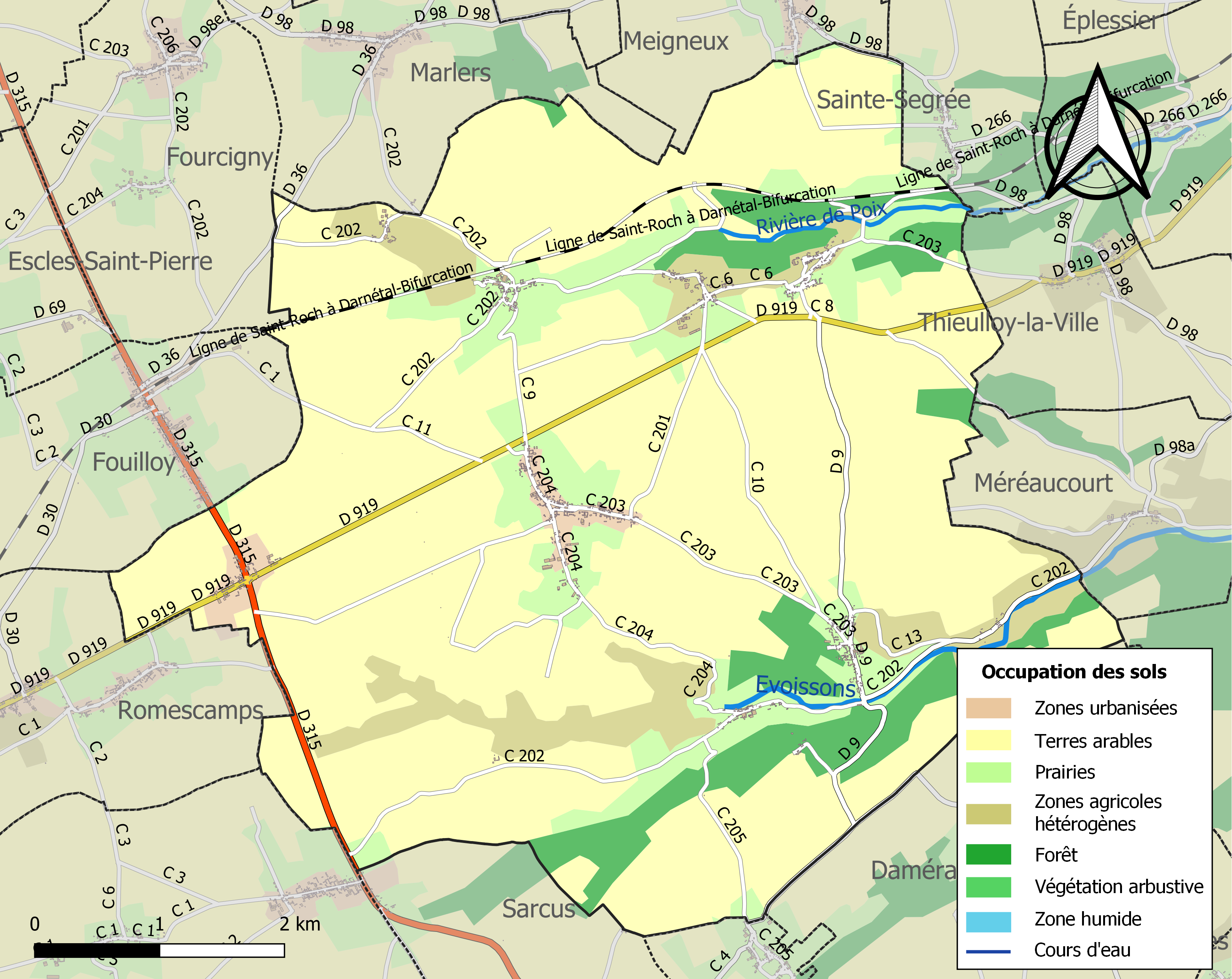
Carte des infrastructures et de l'occupation des sols de la commune en 2018 (CLC).

### Habitat et logement
En 2019, le nombre total de logements dans la commune était de 288, alors qu'il était de 295 en 2014 et de 275 en 2009.
Parmi ces logements, 81,9 % étaient des résidences principales, 8 % des résidences secondaires et 10,1 % des logements vacants. Ces logements étaient pour 98,9 % d'entre eux des maisons individuelles et pour 0,7 % des appartements.
Le tableau ci-dessous présente la typologie des logements à Hescamps en 2019 en comparaison avec celle de la Somme et de la France entière. Une caractéristique marquante du parc de logements est ainsi une proportion de résidences secondaires et logements occasionnels (8 %) inférieure à celle du département (8,3 %) mais supérieure à celle de la France entière (9,7 %). Concernant le statut d'occupation de ces logements, 87,3 % des habitants de la commune sont propriétaires de leur logement (92,1 % en 2014), contre 60,2 % pour la Somme et 57,5 pour la France entière.
| Typologie                                               | Hescamps | Somme | France entière |
| ------------------------------------------------------- | -------- | ----- | -------------- |
| Résidences principales (en %)                           | 81,9     | 83,2  | 82,1           |
| Résidences secondaires et logements occasionnels (en %) | 8        | 8,3   | 9,7            |
| Logements vacants (en %)                                | 10,1     | 8,5   | 8,2            |

### Lieux-dits, hameaux et écarts
La commune d'Hescamps est constituée par la réunion de quatre anciennes communes de la Somme en 1972 : 
- Agnières ;
- Frettemolle ;
- Hescamps-Saint-Clair ;
- Souplicourt.

## Toponymie
Le nom de la localité est attesté sous les formes Hesini campus en 1128-1140 ; Hescans en 1234 ; Hecamps en 1397 ; Hescamps en 1507 ; Escamps en 1695 ; Hecamp en 1733 ; Hecamps-St. Cler en 1761 ; Hercamp en 1778 ; Hescamps et Hescamp et Saint-Clair en 1763 ; Hescamp en 1781 ; Hescamps-St. Clair en 1764.

## Histoire
Des monnaies gallo-romaines ont été trouvées sur le territoire de la commune, prouvant une occupation très ancienne des lieux.
Dufour de Retourné[Qui ?] était seigneur d'Hescamps[Quand ?].
L'école d'Hescamps est fondée en 1791.

## Politique et administration

### Rattachements administratifs et électoraux
En 1972, les communes d'Agnières, de Frettemolle, de Souplicourt et d'Hescamps-Saint-Clair instituées lors de la Révolution française fusionnent pour constituer la commune d'Hescamps.
La commune ainsi constituée se trouve dans l'arrondissement d'Amiens du département de la Somme. Pour l'élection des députés, elle fait partie depuis 2012 de la quatrième circonscription de la Somme.
Les communes fusionnées puis Hescamps font partie depuis 1801 du canton de Poix-de-Picardie. Dans le cadre du redécoupage cantonal de 2014 en France, ce canton, où la commune reste intégrée, est modifié et agrandi.

### Intercommunalité
La commune était membre de la communauté de communes du Sud-Ouest Amiénois (CCSOA), créée en 2004.
Dans le cadre des dispositions de la loi portant nouvelle organisation territoriale de la République du 7 août 2015, qui prévoit que les établissements publics de coopération intercommunale (EPCI) à fiscalité propre doivent avoir un minimum de 15 000 habitants, la préfète de la Somme propose en octobre 2015 un projet de nouveau schéma départemental de coopération intercommunale (SDCI) qui prévoit la réduction de 28 à 16 du nombre des intercommunalités à fiscalité propre du département.
Ce projet prévoit la « fusion des communautés de communes du Sud-Ouest Amiénois, du Contynois et de la région d'Oisemont », le nouvel ensemble de 37 412 habitants regroupant 120 communes,. À la suite de l'avis favorable de la commission départementale de coopération intercommunale en janvier 2016, la préfecture sollicite l'avis formel des conseils municipaux et communautaires concernés en vue de la mise en œuvre de la fusion.
La communauté de communes Somme Sud-Ouest (CC2SO), dont est désormais membre la commune, est ainsi créée au 1er janvier 2017.

### Liste des maires
| Période                                  | Période                       | Identité            | Étiquette | Qualité |
| ---------------------------------------- | ----------------------------- | ------------------- | --------- | ------- |
| Les données manquantes sont à compléter. |                               |                     |           |         |
| mars 1965,                               | 1983                          | Jean-Marie Sangnier |           |         |
| mars 1983,                               | 1995                          | Michel Delacour     |           |         |
| mars 1995,                               | 2008                          | Régis Longue-Epée   |           |         |
| mars 2008                                | 2020                          | Étienne Bodereau    |           |         |
| mai 2020                                 | En cours (au 13 juillet 2022) | Jocelyne Ternois    |           |         |

Pour le mandat 2020-2026, le conseil municipal a élu les maires-délégués des anciennes communes : 
- Frettemolle : Chantal Collot ;
- Souplicourt : Christian Carlu, 2e maire-adjoint ;
- Agnières : Christèle Boucher.

## Population et société

### Démographie
L'évolution du nombre d'habitants est connue à travers les recensements de la population effectués dans la commune depuis 1793. Pour les communes de moins de 10 000 habitants, une enquête de recensement portant sur toute la population est réalisée tous les cinq ans, les populations de référence des années intermédiaires étant quant à elles estimées par interpolation ou extrapolation. Pour la commune, le premier recensement exhaustif entrant dans le cadre du nouveau dispositif a été réalisé en 2005.

En 2022, la commune comptait 523 habitants, en évolution de +0,58 % par rapport à 2016 (Somme : −1,26 %, France hors Mayotte : +2,11 %).
| 1793 | 1800 | 1806 | 1821 | 1831 | 1836 | 1841 | 1846 | 1851 |
| ---- | ---- | ---- | ---- | ---- | ---- | ---- | ---- | ---- |
| 560  | 520  | 550  | 573  | 566  | 557  | 552  | 577  | 522  |

| 1856 | 1861 | 1866 | 1872 | 1876 | 1881 | 1886 | 1891 | 1896 |
| ---- | ---- | ---- | ---- | ---- | ---- | ---- | ---- | ---- |
| 495  | 520  | 504  | 463  | 418  | 404  | 392  | 376  | 374  |

| 1901 | 1906 | 1911 | 1921 | 1926 | 1931 | 1936 | 1946 | 1954 |
| ---- | ---- | ---- | ---- | ---- | ---- | ---- | ---- | ---- |
| 352  | 343  | 350  | 306  | 311  | 265  | 249  | 258  | 240  |

| 1962 | 1968 | 1975 | 1982 | 1990 | 1999 | 2005 | 2006 | 2010 |
| ---- | ---- | ---- | ---- | ---- | ---- | ---- | ---- | ---- |
| 228  | 215  | 517  | 434  | 404  | 434  | 469  | 463  | 519  |

| 2015 | 2020 | 2022 | - | - | - | - | - | - |
| ---- | ---- | ---- | - | - | - | - | - | - |
| 523  | 525  | 523  | - | - | - | - | - | - |

### Cultes
La commune est intégrée au regroupement paroissial catholique de Notre-Dame de Poix-de-Picardie.

## Économie
La ferme éolienne du Candor produit, depuis l'été 2008, 11 millions de kWh avec ses cinq éoliennes, dont le coût d'installation a avoisiné les sept millions d'euros. Cette réalisation a été faite par une société filiale de la SAS Vents Picards, dont le capital est détenu à hauteur de 20 % par des investisseurs locaux, notamment les propriétaires des terrains voisins des éoliennes. Le nom de Candor, vient de l'ancien français qui signifie « Champ d'Or », car, situés sur le plateau, entre deux vallons, les champs qui s'y trouvaient étaient très fertiles.

## Culture locale et patrimoine

### Lieux et monuments

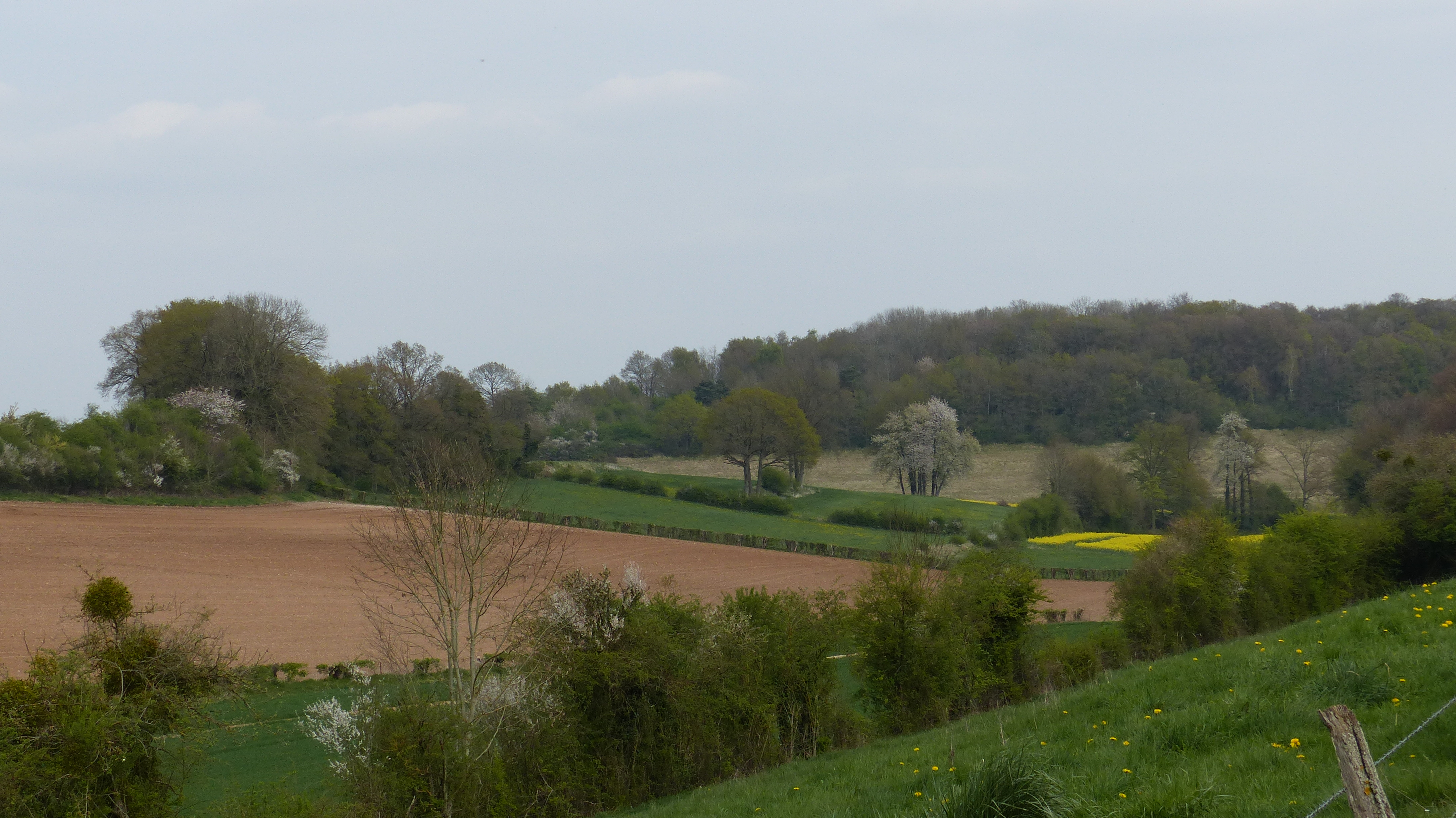
La vallée entre Frettemolle et Brettencourt au printemps.

- Église Saint-Vast d'Agnières : 
Edifice construit sur le ruisseau des Evoissons, avec une nef au parement en damiers de pierre, silex et brique du XVIe siècle[37], un clocher-porche avec décor gothique flamboyant, et un chœur de la fin du XIIe siècle ou du début du XIIIe siècle avec une abside à cinq pans et d'exceptionnels vitraux du XIIIe siècle, figurant les scènes de la Nativité (vitrail nord, à gauche du maitre autel), de la Genèse  (vitrail est, derrière le maitre autel), et l'Arbre de Jessé (vitrail sud, à droite du maitre autel)[38],[39]. À l'intérieur, statue du XVIe siècle de sainte Barbe. Cette église est classée monument historique depuis un arrêté du 15 septembre 1995[40]. 
Des travaux de restauration  ont lieu en 2022[41]

L'église Saint-Vaast
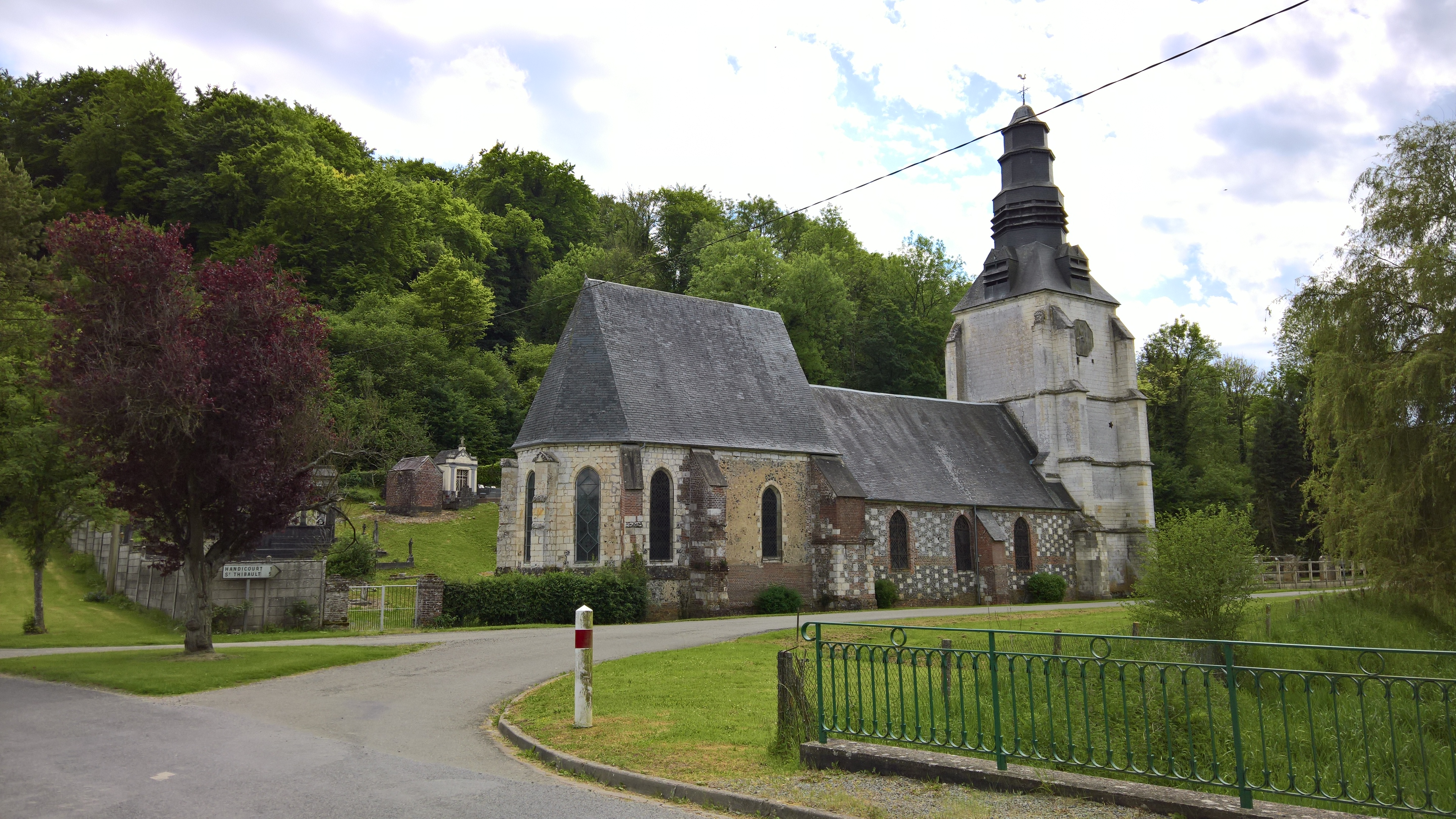
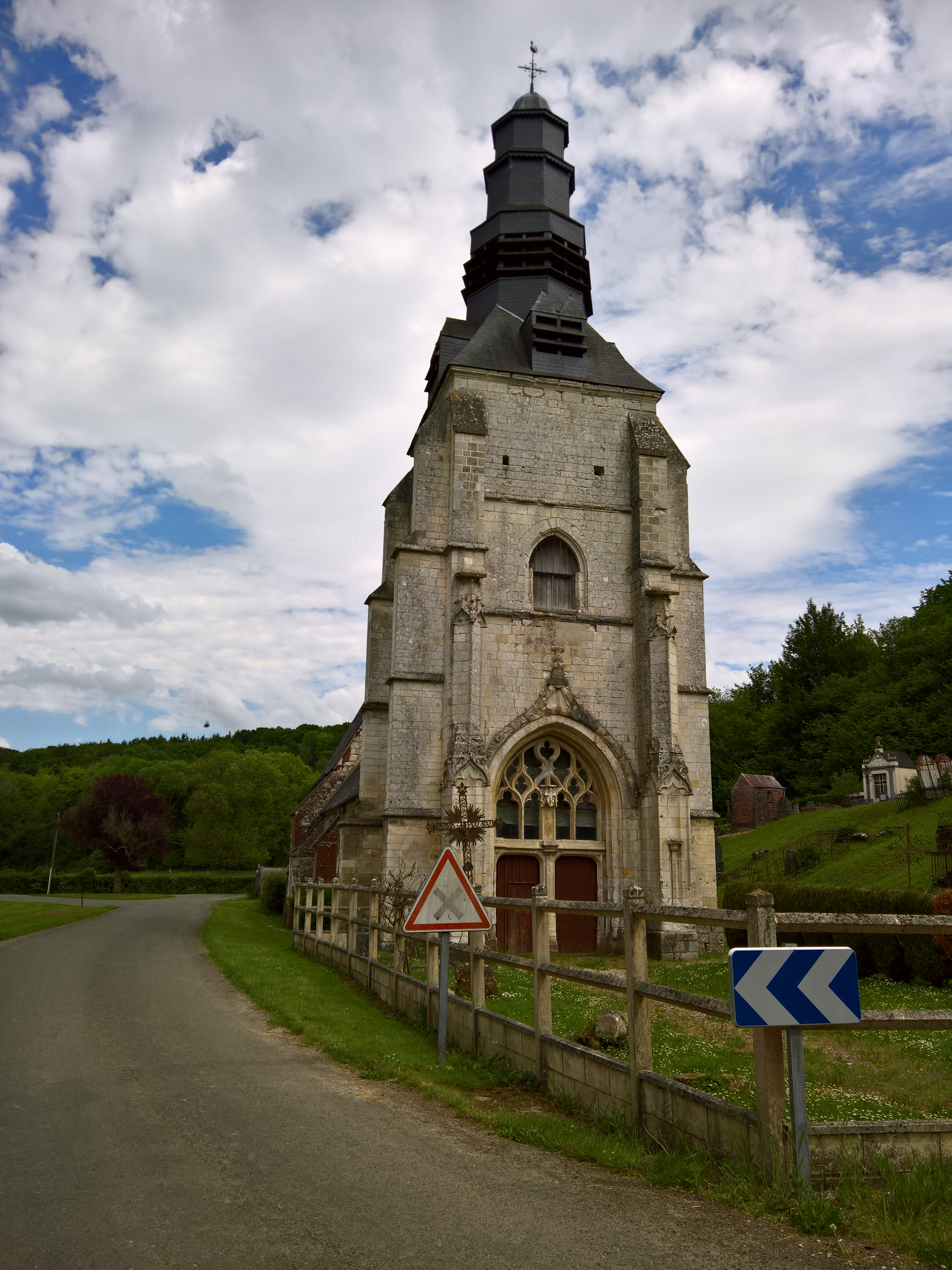
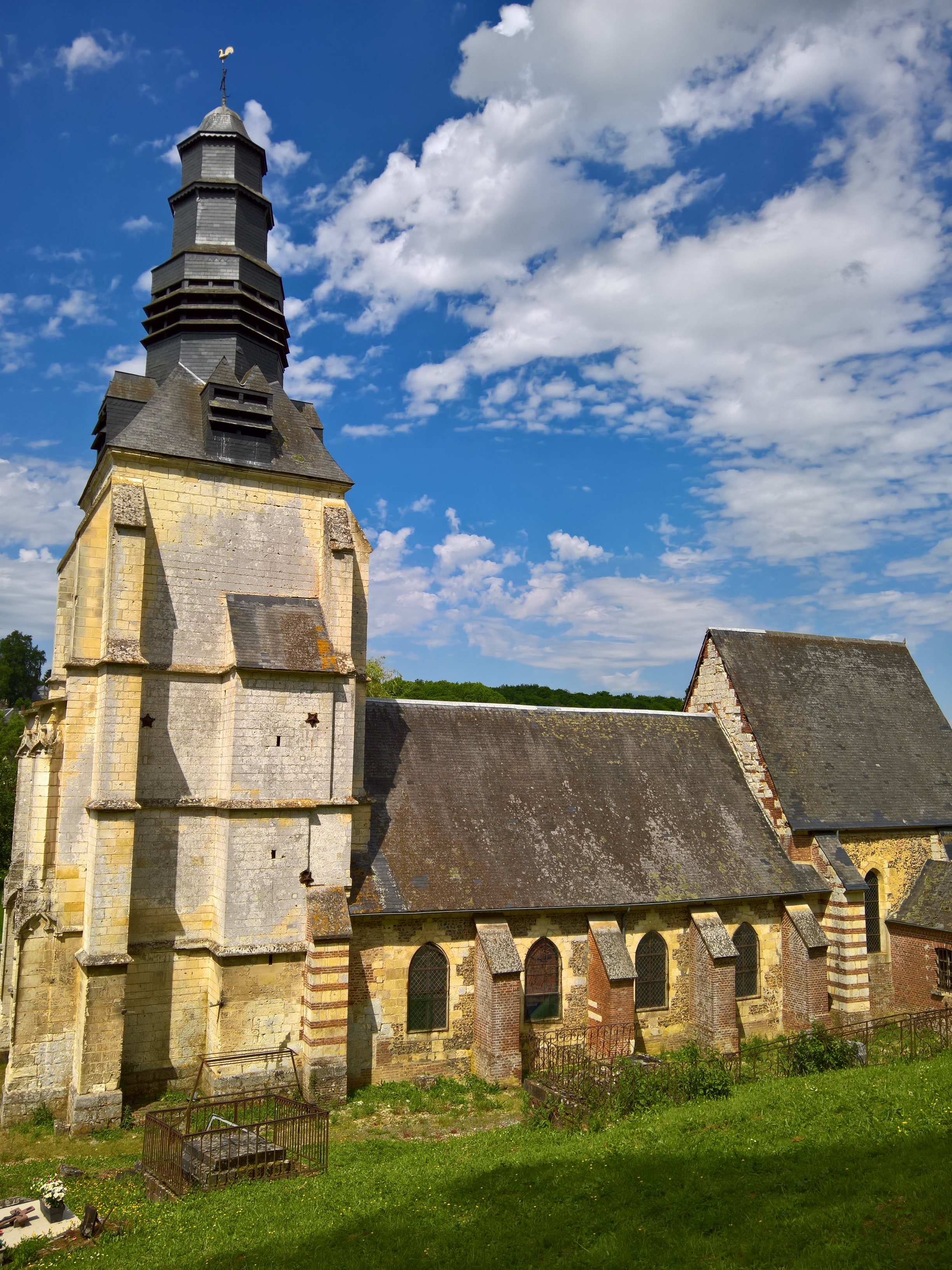
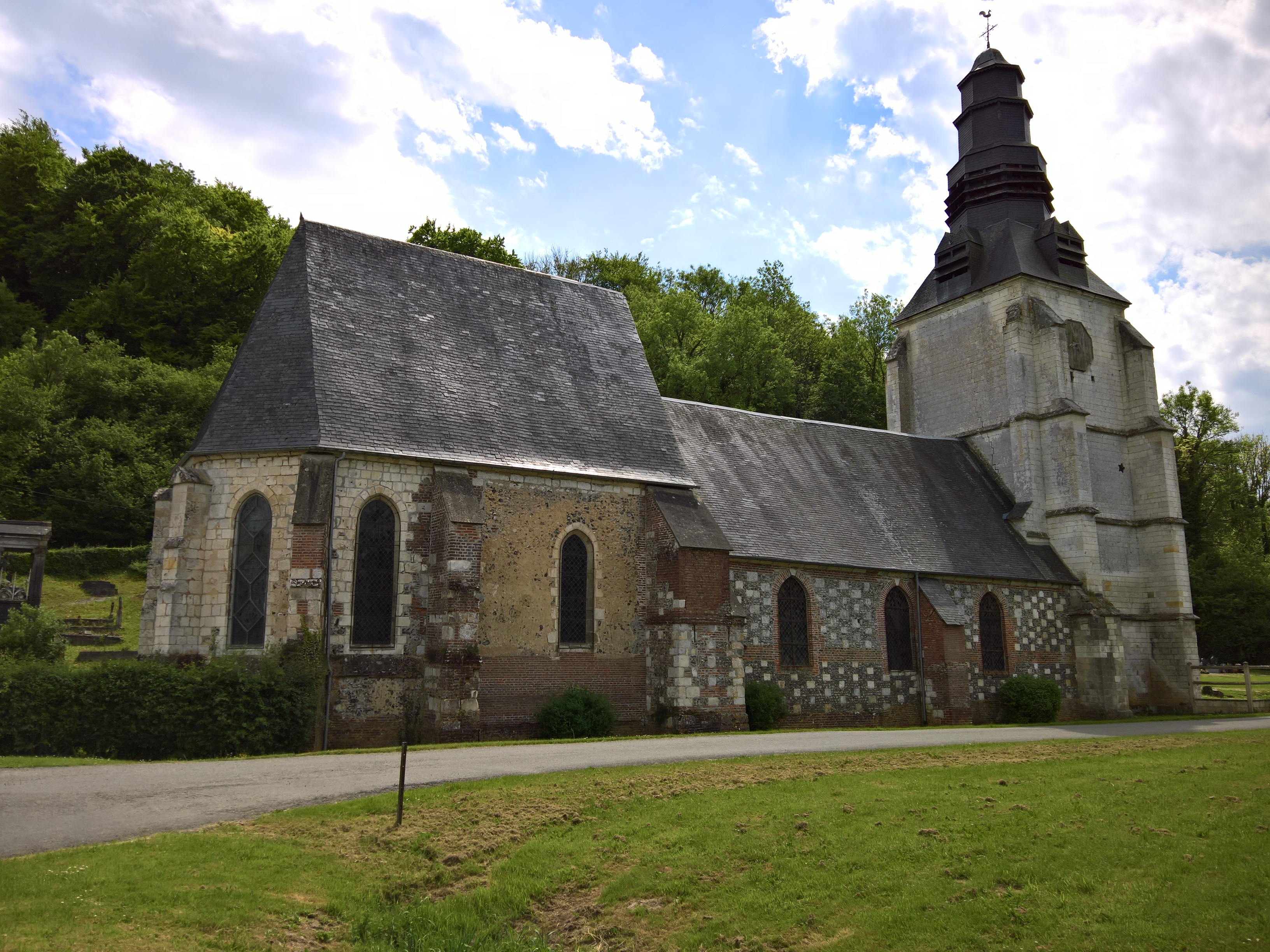

- Ruines de l'ancien château fort d'Agnières :  
Situées à proximité de l'église. Composées d'une motte féodale, entourée de fossés secs, larges et profonds, avec fondations des murs, emplacement d'un puits. Elles paraissent remonter au XIIIe siècle et, donc être contemporaines de l'église toute proche. Les titulaires de la seigneurie d'Agnières à cette époque ne sont pas connus. Elle appartenait au XIVe siècle à la famille des Quesnes, ou d'Équennes, qui la possédait encore en 1419. En 1430, est mentionné comme seigneur d'Agnières le comte de Hornes, qui vend Agnières en 1462 à Valeran de Moreuil, seigneur de Poix. Les seigneurs d'Agnières se confondent ensuite avec les seigneurs de Poix[42].
- Église Saint-Martin de Frettemolle: 
Le chœur est du XVIe siècle à chevet plat, la nef à collatéraux rajoutés. Les deux côtés de la nef ont été reconstruits en brique dans la seconde moitié du XIXe siècle, ainsi que le côté Nord du chœur. Le portail est la partie la plus remarquable de l'édifice : sur une console, se trouve une statue représentant saint Martin sur son cheval, partageant son manteau[43]. Le portail de cette église est inscrit aux monuments historiques depuis un arrêté du 19 février 1926. Sa toiture a été refaite à neuf en 2018[44],[45].

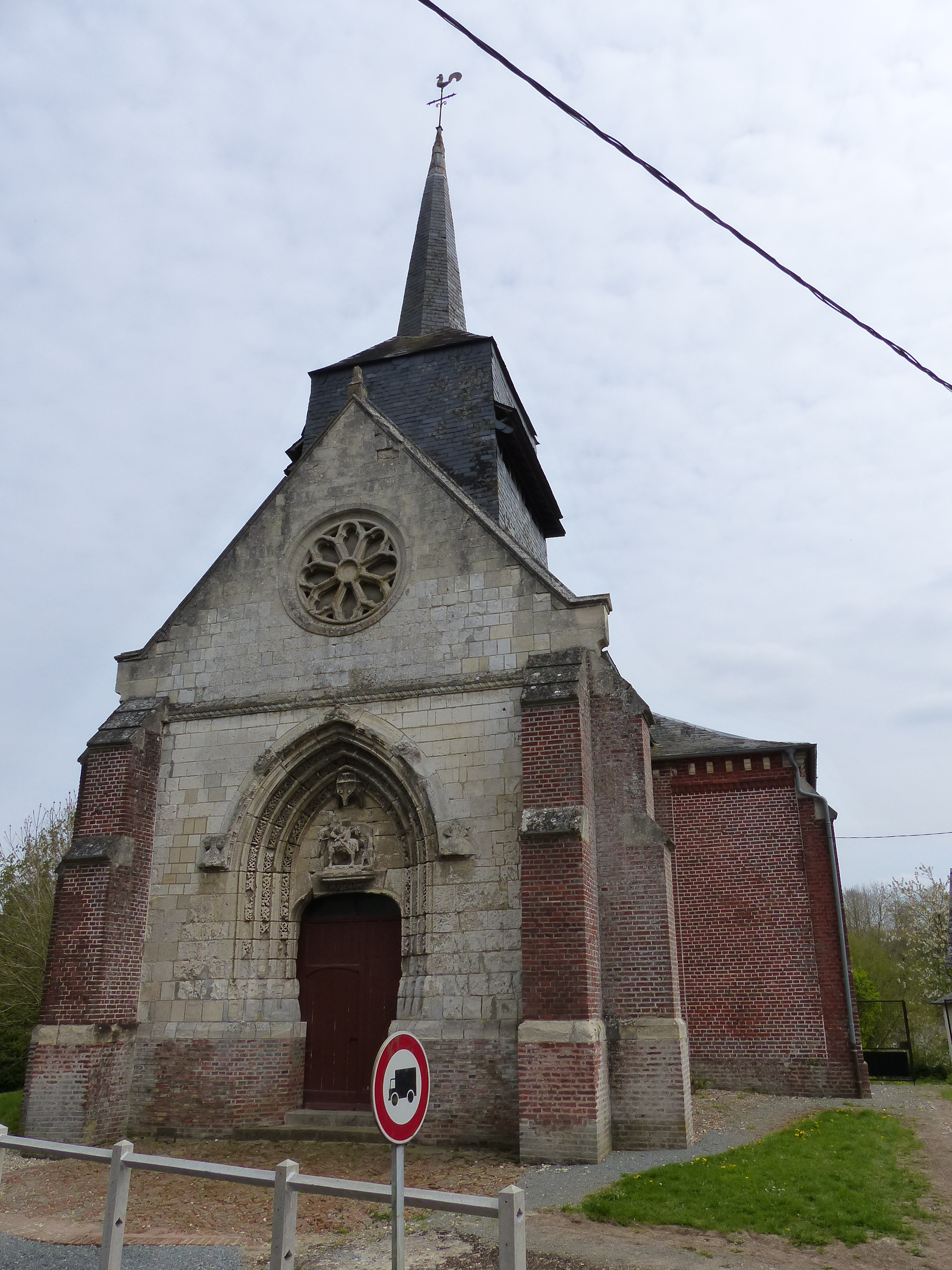
Vue générale de l'église Saint-Martin de Frettemolle.
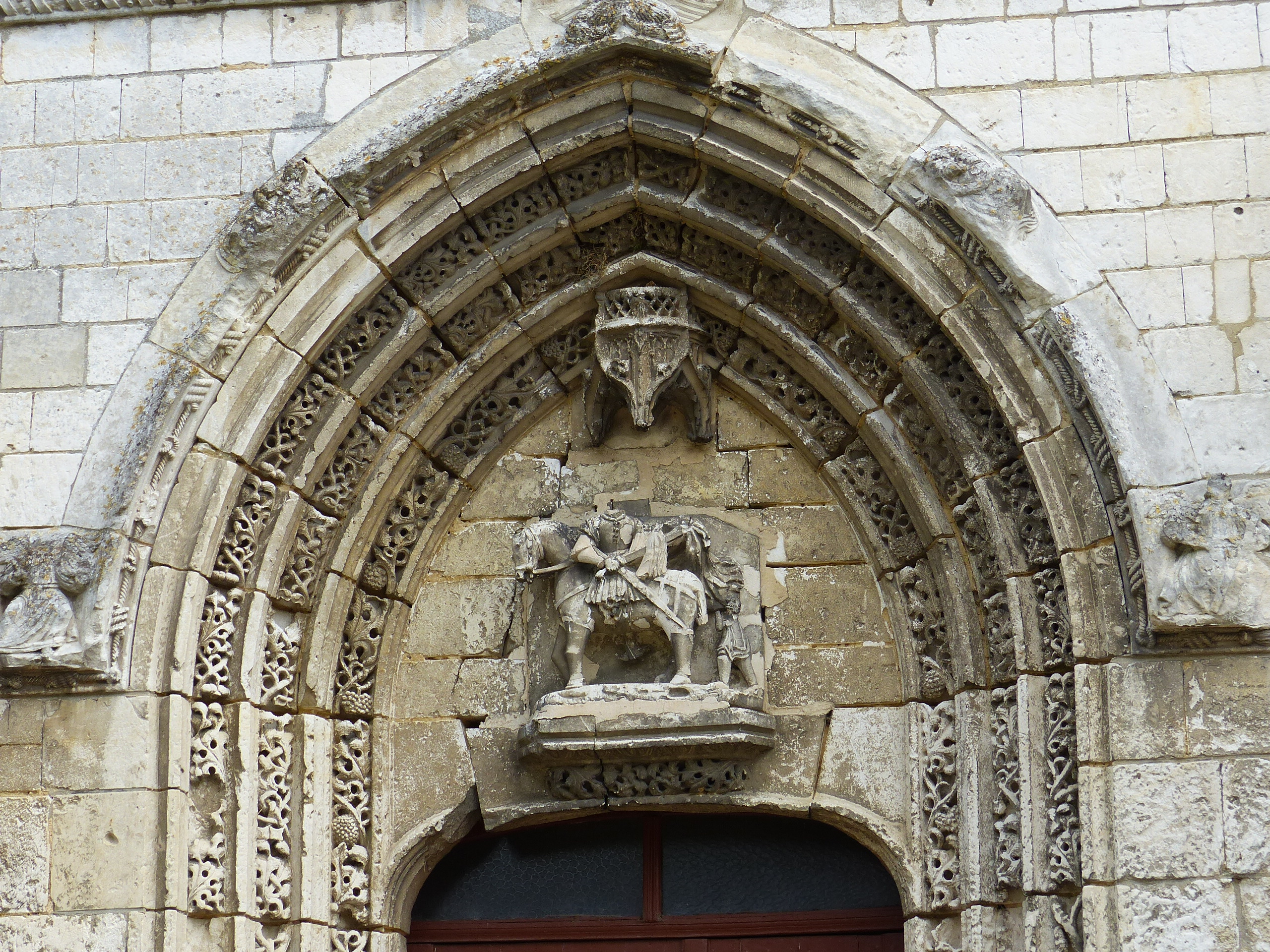
Le portail.
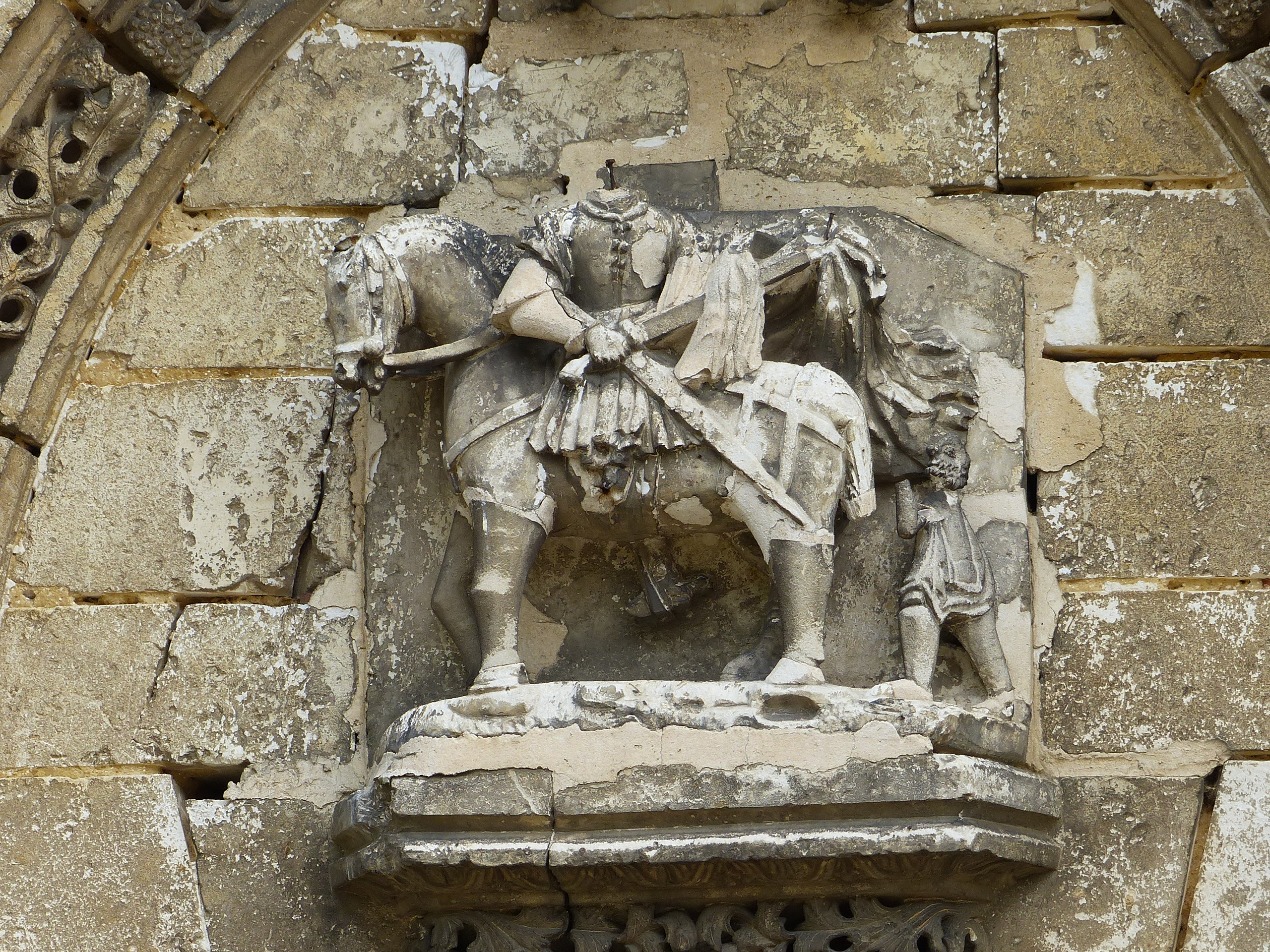
Détail du groupe sculpté du portail.

- Église Saint-Clair d'Hescamps : 
Elle a été construite toute en pierre au début du XVIe siècle, à l'exception du collatéral nord, en brique et pierre et plus récent[46]. La nef et le chœur sont éclairés par de belles croisées à remplages flamboyants[47]. Dans une niche du mur sud de la nef, une petite Mise au tombeau, en bois polychrome. Sont représentés autour du Christ : Joseph d'Arimathie, Nicodème, Un personnage chauve et barbu (Simon de Cyrène ?), l'apôtre Jean barbu, la Vierge Marie, et agenouillée, Marie-Madeleine[48]. Le portail de style Renaissance, avec un arc puissamment mouluré[49]. Cette église a bénéficié en 2016 d'une réfection à neuf de sa toiture[50],[51].

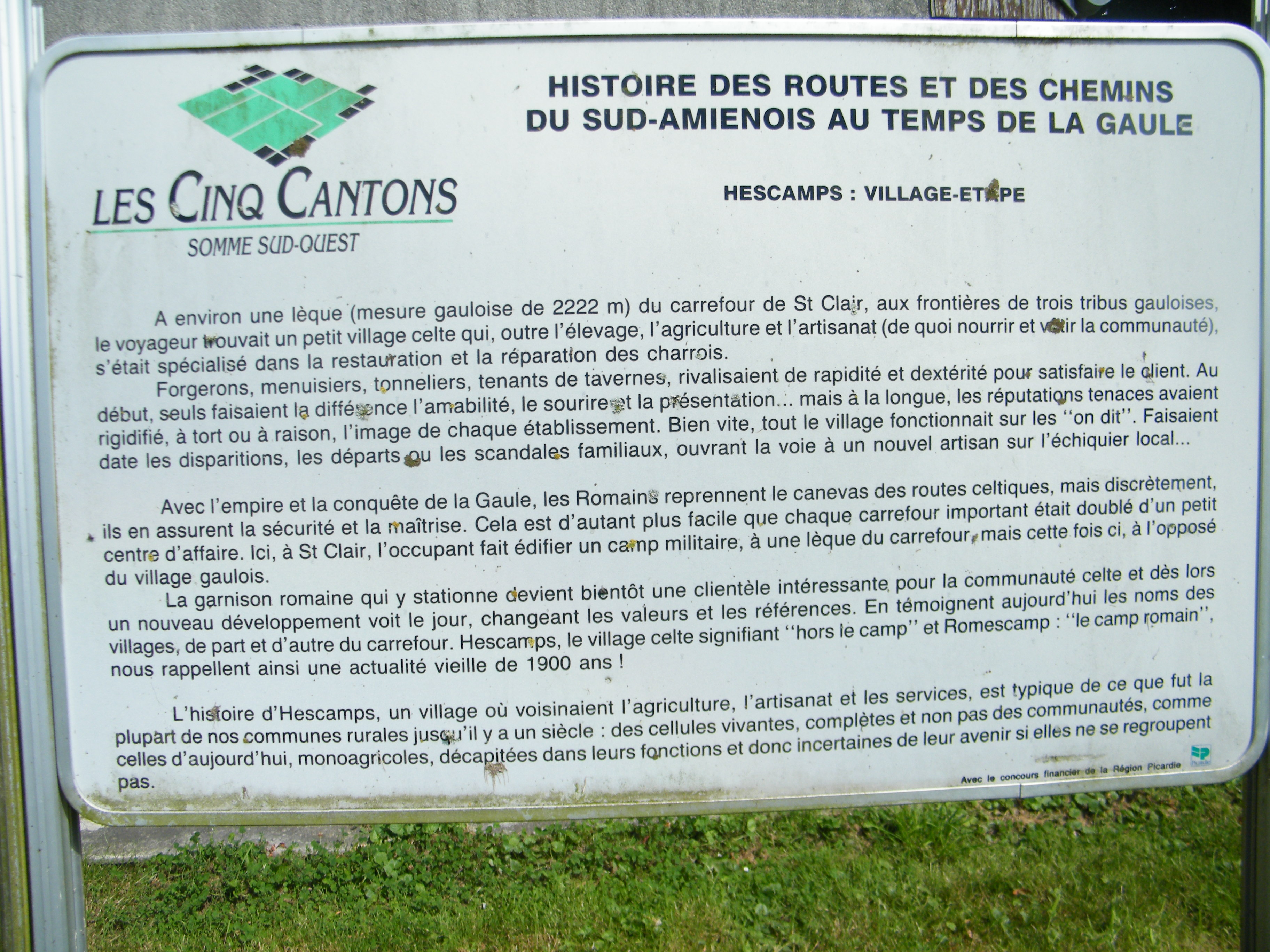
Le passé, pour envisager l'avenir.
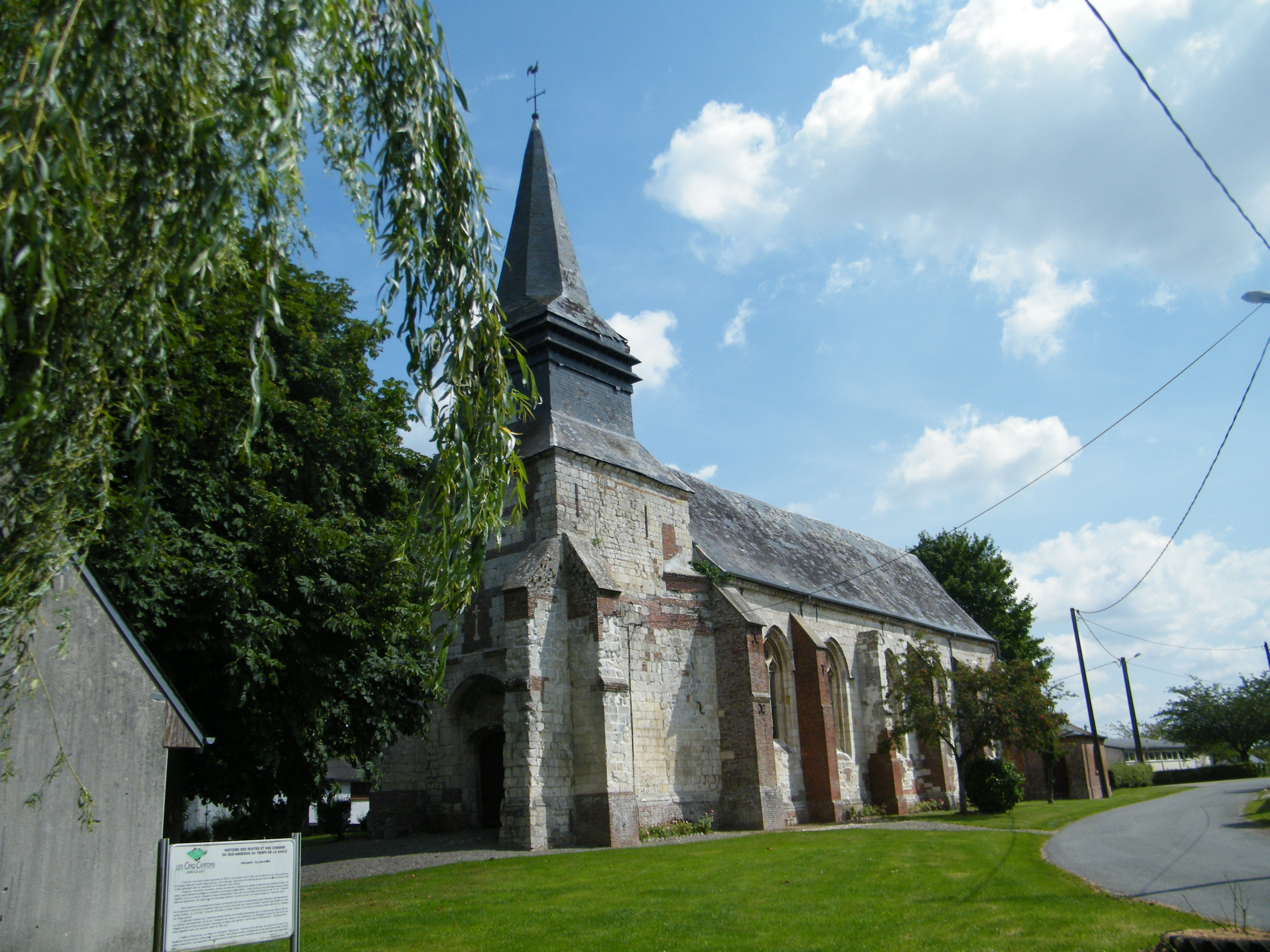
Église Saint-Jean-Baptiste.
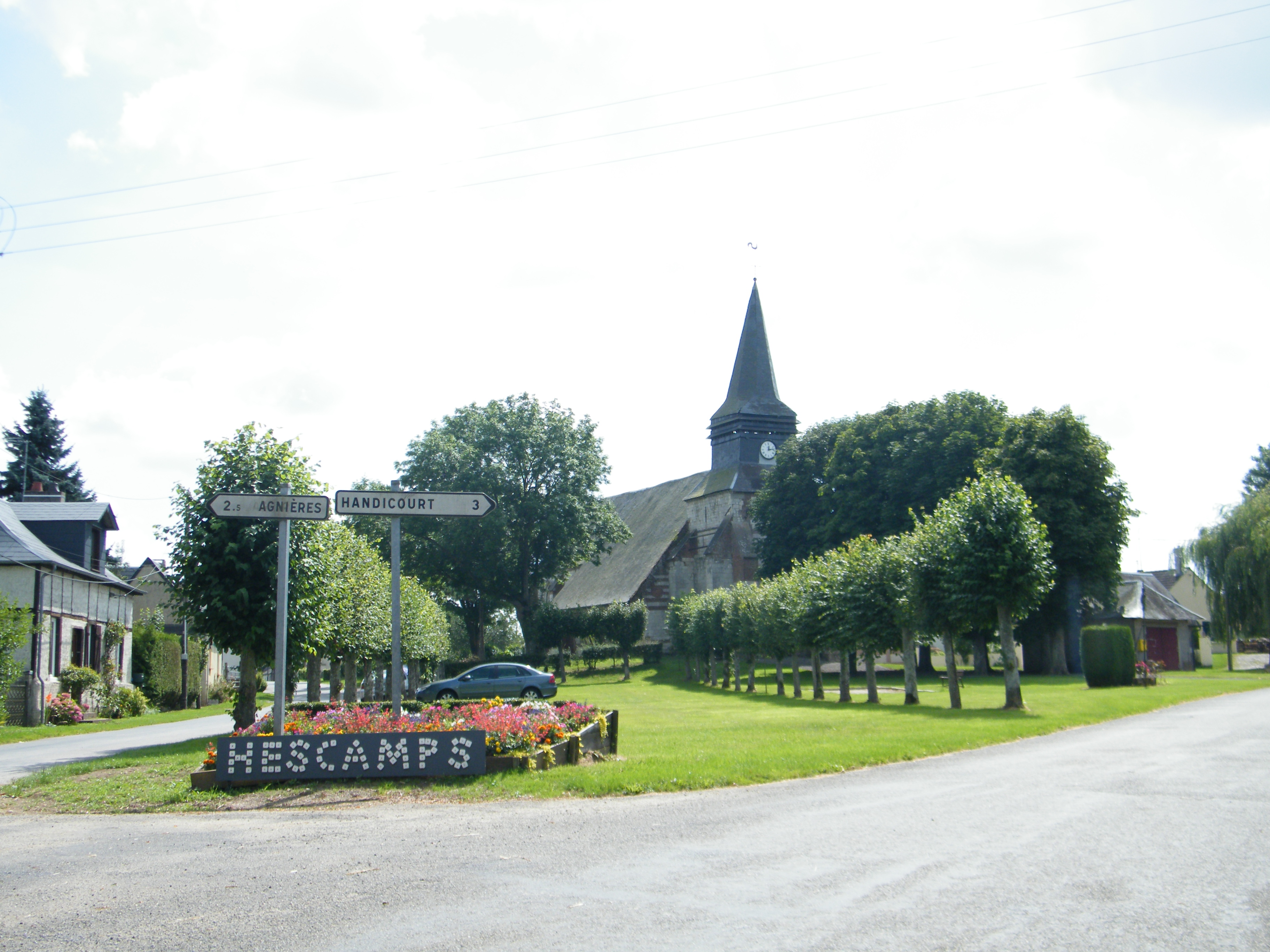
Autre vue de Saint-Jean-Baptiste.
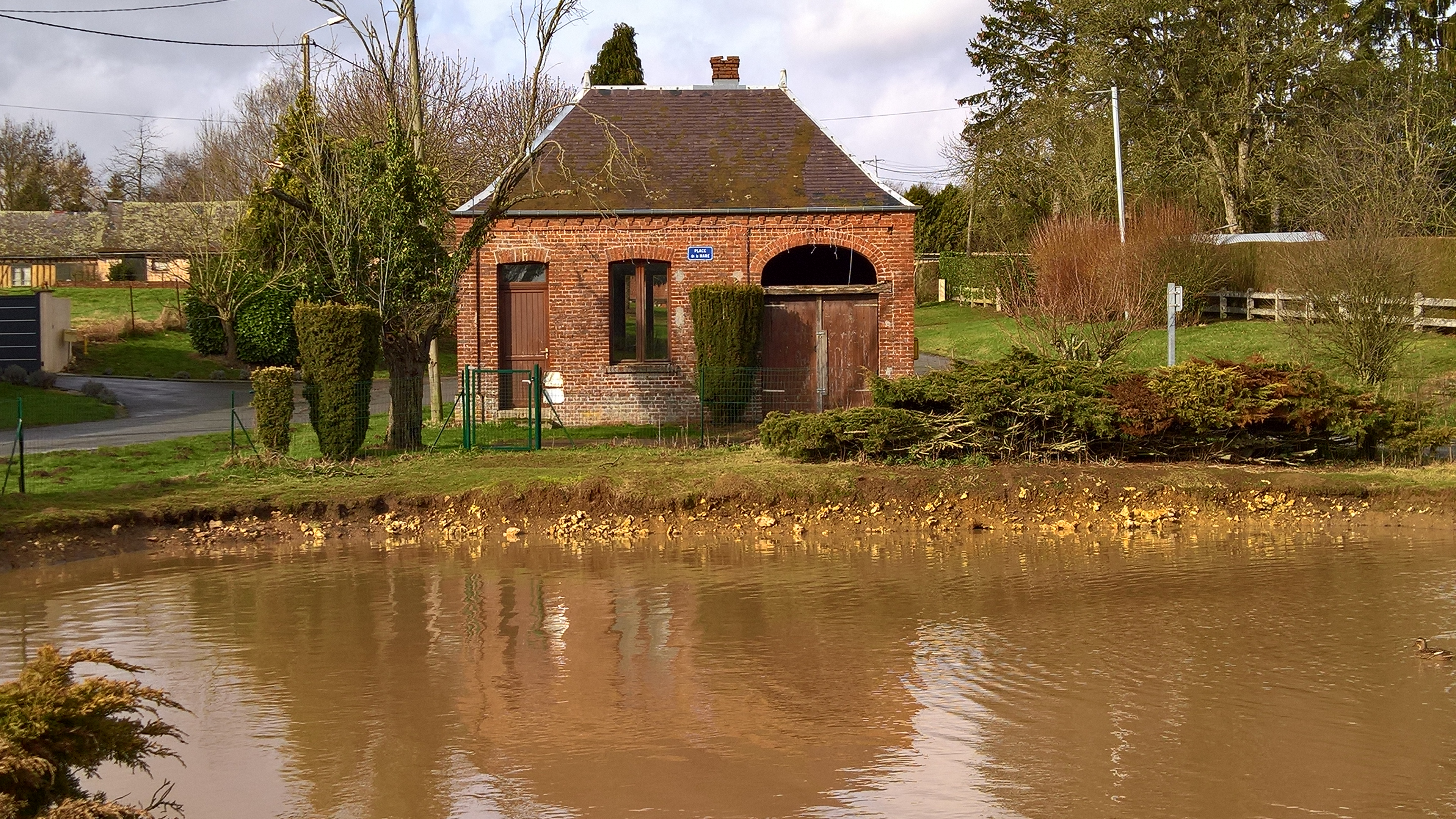
La rue de la Mare à Brettencourt

- Ancienne chapelle (disparue) de Mesnil-Huchon. En 1919, existait encore au Mesnil Huchon « en un coin de la place accolé au bois, une très modeste petite chapelle de Saint-Sauveur, où un pèlerinage assez actif amenait encore naguère les animaux »[52]. Cette chapelle a disparu depuis plusieurs décennies.
- Chapelle de Brettencourt. Petite église construite en charpente et torchis, utilisée pour le culte jusqu'au début des années 1980. Laissée ensuite à l'abandon, elle a été remplacée en 2011 par un oratoire.
- Chapelle de Saint-Clair, construite en brique en 1934. Près de cet emplacement existait un vieux tilleul qui abritait une statue de Saint Clair. Le tilleul abattu, une chapelle est construite en 1838. En 1934, cette chapelle est reconstruite 50 mètres plus loin, en raison de travaux routiers. Un pèlerinage y était organisé pour guérir les maladies des yeux[53].
- Église de Handicourt[54], comportant des parties de différentes époques. Le portail et le côté nord sont construits en brique, silex et pierre. La porte principale est voûtée en brique, en plein cintre, et surmontée d'un larmier en pierre. Le portail est épaulé par deux puissants contreforts. Au-dessus de la porte latérale côté nord, figure un cartouche avec la date 1838, qui doit être celle d'une restauration. Le chevet et le côté sud ont été reconstruits en brique dans la seconde moitié du XIXe siècle. La toiture de cette église a été refaite à neuf en 2017.

- Église de Souplicourt (ou Soupplicourt), construite principalement en pierre au XVe ou au XVIe siècle, avec des réparations plus récentes en brique. Le chœur est éclairé par des croisées à remplages flamboyants. On remarque à l'intérieur les fonts baptismaux de la fin du XVe siècle[55] et une poutre de gloire du début du XVIe siècle, ornée des statues de la Vierge, du Christ en croix et de Saint Jean[56]. En 1948, on pouvait encore y voir des vitraux de la fin du XVIe ou du début du XVIIe siècle, contemporains de l'ancien château[57]. La toiture de l'église de Souplicourt a été refaite à neuf en 2016.

- Portail d'entrée de l'ancien château de Souplicourt, face à l'église, de la première moitié du XVIIe siècle, en brique et pierre avec colonnes saillantes. L'ancien château de Souplicourt avait été construit à la fin du XVIe ou au début du XVIIe siècle, sans doute par Antoine de Saint Blimont et Anne de Louvencourt, son épouse. Passé par alliance à la famille de Lallier de Saint Lieu, il existait encore, en mauvais état, en 1731. Il avait disparu dès 1794. Il se composait d'un corps de logis en brique et pierre, situé face au portail, cantonné côté parc par une tourelle à chacune de ses extrémités, et côté cour, par une aile en retour sur la gauche[58].